# Pedro Sáenz Izquierdo
Pedro Sáenz Izquierdo (1600-1673, nacido y fallecido en Vitoria, provincia de Álava, País Vasco, mencionado por algunos autores como Pedro Saiz de Izquierdo), fue un caballero alavés, administrador real español, que ejerció interinamente la gubernatura de Yucatán, nombrado por el 22° virrey de Nueva España, Francisco Fernández de la Cueva y Enríquez de Cabrera.

## Datos biográficos e históricos
Tomó parte destacada en la defensa de la plaza de Fuenterrabía (Guipúzcoa) en 1623. En 1625 casó con la hondarribitarra Catalina Spagnoqui, estableciéndose en esta ciudad, de donde fue alcalde ordinario en 1630, y sitiada ésta por Condé, actuó no solamente como alcalde, sino como jefe militar, organizando la defensa del sitio con tal habilidad, que la ciudad lo soportó con entereza. Por estos servicios, así como por su participación en la toma de San Juan de Luz, de Ziburu y de Urruña, recibió el hábito de Santiago y fue nombrado corregidor de Zacatecas, en México, en cuya misión permaneció diez años, al cabo de los cuales fue nombrado General de Nueva-Vizcaya. Volvió a España en 1669, y habiendo muerto su esposa, contrajo nuevas nupcias y se estableció en Vitoria, donde siguió prestando servicios a la Corona.
Cuando en marzo de 1653 el gobernador de la provincia de Yucatán Martín Robles Villafaña fue designado por el rey de España Felipe IV para ocupar el mismo cargo en la provincia de Tierra Firme, el virrey de Nueva España que a la sazón era el duque de Alburquerque, nombró a su familiar Pedro Sáenz Izquierdo, gobernador interino de Yucatán, en espera de la designación definitiva que haría el rey.
Antes de su nombramiento como gobernador de Yucatán, Sáenz Izquierdo había participado en la defensa de Caracas, Venezuela en contra de un ataque de corsarios franceses que sitiaron la plaza mientras este se desempeñaba como alcalde ordinario de la ciudad.
Durante su gobierno se dio un evento relacionado con piratas que resultó en favor de los campechanos que participaron aguerridamente en contra de los atacantes. Sucedió que algunos de los habitantes de San Román, barrio de San Francisco de Campeche, durante una jornada pesquera se encontraron con corsarios que en la mar los interceptaron e hicieron presos. Estaban llevándolos a sus reductos cuando los sanromaneros se rebelaron y lograron revertir la situación, adueñándose del bajel pirata al que recondujeron al puerto de Campeche con todo y su cargamento de armas y bucaneros. El jefe de los pescadores campechanos, llamado Juan Canul, fue premiado y nombrado capitán por su acción.
El gobierno de Sáenz Izquierdo duró poco menos de dos años. Fue nombrado por el virrey alcalde mayor de Puebla de los Ángeles y después, alcalde mayor de Villa Alta, en San Ildefonso, Oaxaca. Le sucedió en el cargo de gobernador de Yucatán Francisco de Bazán, quien gobernó la provincia del 2 de septiembre de 1655 al 14 de agosto de 1660.